# کلت تکنولوژی
کلت تکنولوژی (انگلیسی: Colt Technology) شرکت مخابرات بریتانیایی است، که در سال ۱۹۹۲ تأسیس شد.